# مدور سكرة (لودر)

تعديل مصدري - تعديل

مدور سكرة هي إحدى قرى عزلة زارة بمديرية لودر التابعة لمحافظة أبين، بلغ تعداد سكانها 163 نسمة حسب تعداد اليمن لعام 2004.